# (2867) Šteins
(2867) Šteins ist ein Asteroid des inneren Hauptgürtels, der am 4. November 1969 vom sowjetischen Astronomen Nikolai Stepanowitsch Tschernych am Krim-Observatorium in Nautschnyj bei einer Helligkeit von 17 mag entdeckt wurde. Nachträglich konnte der Asteroid bereits auf Aufnahmen gefunden werden, die am 28. November 1951 am Palomar-Observatorium in Kalifornien und am 21. August 1954 am Observatorio Astronómico de La Plata in Argentinien gemacht worden waren.
Der Asteroid wurde nach dem lettisch-sowjetischen Astronomen Kārlis Šteins (1911–1983) benannt, der ab 1959 Direktor des Astronomischen Observatoriums der Universität Lettlands war und bekannt ist für seine Arbeiten zur Kometen-Kosmogonie. Er untersuchte auch die Erdrotation und entwarf astronomische Instrumente.

## Wissenschaftliche Auswertung
Eine Auswertung von Beobachtungen durch das Projekt NEOWISE im nahen Infrarot führte 2011 zu vorläufigen Werten für den Durchmesser und die Albedo im sichtbaren Bereich von 5,3 km bzw. 0,28.

## Raumsonde Rosetta
Bei der Planung einer Mission der Raumsonde Rosetta zu einem Rendezvous mit dem Kometen 67P/Churyumov-Gerasimenko im Jahr 2014 geriet neben (21) Lutetia auch der noch weitgehend unerforschte Asteroid (2867) Šteins als ein Zwischenziel in den Fokus, da er ungewöhnliche spektrale Eigenschaften besitzt und eine Zugehörigkeit zur seltenen Tholen-Spektralklasse E vermutet wurde. Solche Asteroiden besitzen eine mineralische Oberfläche mit einer hohen Albedo und würden ein interessantes Forschungsobjekt darstellen.
Daher wurden kurz nach dem Start der Raumsonde am 2. März 2004 zahlreiche Forschungsprogramme initiiert, um die Natur des Asteroiden im Vorfeld genauer zu erforschen und den Vorbeiflug der Raumsonde erfolgreich zu gestalten. Photometrische Beobachtungen fanden erstmals statt vom 17. bis 20. März 2004 am Palmer Divide Observatory in Colorado. Aus der gemessenen Lichtkurve wurde eine Rotationsperiode von 6,05 h bestimmt. Auch kurz darauf am 27. und 28. März 2004 am Table Mountain Observatory in Kalifornien durchgeführte Messungen bestätigten dieses Ergebnis mit einem abgeleiteten Wert von 6,06 h, ebenso wie Beobachtungen vom 14. bis 16. April 2004 am gleichen Ort mit einer Periode von 6,05 h.
Mit dem Spitzer-Weltraumteleskop wurden am 22. November 2005 Aufnahmen des Asteroiden im Infraroten gemacht, um die Vorbeiflugparameter und den wissenschaftlichen Betrieb der Raumsonde zu optimieren und den wissenschaftlichen Ertrag zu maximieren. Mit einem thermischen Modell wurden dabei Werte für den effektiven Durchmesser von 4,9 ± 0,4 km und die Albedo im sichtbaren Bereich von 0,27 erhalten. Für ein Gestaltmodell wurden Dimensionen von (5,7 × 5,0 × 4,6) km abgeleitet. Eine Auswertung des Emissionsspektrums bestätigte für (2867) Šteins die Ähnlichkeit mit Enstatit-Achondrit-Meteoriten und Enstatit-Mineral.
Bereits über zwei Jahre vor dem Zusammentreffen der Raumsonde mit dem Asteroiden konnte er bereits am 11. März 2006 während ihrer Flugphase über einen Zeitraum von 24 Stunden mit der Narrow Angle Camera (NAC) des Bildgebungssystems Optical, Spectroscopic, and Infrared Remote Imaging System (OSIRIS) beobachtet werden. Es wurde dabei eine Rotationsperiode von 6,05 h festgestellt und in Verbindung mit 26 archivierten Lichtkurven verschiedener erdgebundener Beobachtungen von März 2004 bis Januar 2007 konnte damit erstmals ein dreidimensionales Gestaltmodell des Asteroiden berechnet werden. Die Rotationsachse steht nahezu senkrecht zur Ebene der Ekliptik und weist eine retrograde Rotation mit einer Periode von 6,0468 h auf. spektroskopische Untersuchungen mit der Infrared Telescope Facility (IRTF) am Mauna-Kea-Observatorium auf Hawaiʻi vom Dezember 2006 bis März 2007 bestätigten die Zuordnung des Asteroiden zur Spektralklasse E.
Im Frühjahr 2008 ergab sich die letzte Möglichkeit, den Asteroiden vor dem Eintreffen von Rosetta von der Erde noch einmal genauer zu untersuchen. Am 30. März 2008 wurden die Beobachtungen mit dem Spitzer-Weltraumteleskop noch einmal wiederholt. Die Ergebnisse bestätigten die Zusammensetzung aus Enstatit. Beobachtungen von 31. März bis 3. Juni 2008 am Charkiw-Observatorium in der Ukraine, am Krim-Observatorium in Simejis und am Telescopio Nazionale Galileo (TNG) auf La Palma lieferten mit 6,057 h noch einmal einen Wert für die Rotationsperiode und bestätigten die Zuordnung zur Spektralklasse E und dass seine Oberflächenzusammensetzung ähnlich zu mit Oldhamit angereicherten Enstatit-Achondrit-Meteoriten ist.
Am 5. September 2008 flog Rosetta in etwa 800 km Entfernung und mit einer Geschwindigkeit von 8,6 km/s an (2867) Šteins vorüber. Am 20. August und 4. September 2008, zwei Wochen und 24 Stunden vor dem Vorbeiflug, waren mit der NAC noch einmal astrometrische Daten und Lichtkurven des Asteroiden aufgezeichnet worden, um die Kenntnis seiner Umlaufbahn zu verfeinern und die Vorbeiflugdistanz bei der größten Annäherung zu optimieren sowie eine genauere Modellierung des Teils seiner Gestalt zu berechnen, der beim Vorbeiflug nicht sichtbar wäre. Als die Raumsonde noch 60.000 km vom Asteroiden entfernt war, wurde begonnen, über einen Zeitraum von etwa vier Stunden mit der NAC und der Wide Angle Camera (WAC) des Bildgebungssystems OSIRIS parallel Aufnahmen des Asteroiden zu machen, die eine räumliche Auflösung von bis herab zu 80 m/Pixel erreichten, solange bis die Raumsonde sich wieder auf 60.000 km entfernt hatte. Insgesamt wurden auf diese Weise während des Vorbeiflugs 460 Aufnahmen gewonnen.
Eine erste Auswertung der OSIRIS-Daten von 2009 zeigte, dass der Asteroid eine abgeflachte Form mit einem mittleren Durchmesser von 5,3 km besitzt. Seine Oberfläche weist keine Abweichungen in der Farbe auf und ist gekennzeichnet durch geradlinige Verwerfungen und einen großen Krater von 2,1 km Durchmesser in der Nähe des Südpols, ansonsten zeigen sich nur wenige kleinere Krater. (2867) Šteins ist kein fester Felsblock, sondern eine Ansammlung von Trümmern mit einer insgesamt konischen, einem Brillanten ähnlichen Form, die sich wahrscheinlich durch eine Umformung aufgrund einer durch den YORP-Effekt beschleunigten Rotationsbewegung gebildet hat.
Eine detaillierte Auswertung der Aufnahmen in Verbindung mit einer genauen dreidimensionalen Gestaltmodellierung mit der Methode der Stereophotoclinometrie (SPC) erlaubte es in einer Untersuchung von 2012, die exakte Topografie des Asteroiden zu erhalten, davon etwa 60 % aus den OSIRIS-Daten mit einer Auflösung von etwa 20 m und der Rest durch die Modellierung mit einer Auflösung von etwa 200 m. Die wichtigsten Ergebnisse waren dabei:
- Die globale Form des Asteroiden (2867) Steins ist ungefähr rotationssymmetrisch um seine Polachse und ähnelt einem Kreisel mit Abmessungen von (6,8 × 5,7 × 4,4) km, entsprechend einem äquivalenten Durchmesser von 5,3 km.
- Die wichtigsten topografischen Merkmale sind ein Äquatorrücken, ein großer Krater mit einer Größe von (2,1 × 1,8) km in der Nähe des Südpols, eine längliche Struktur auf der Nordhalbkugel, die als Hügel interpretiert wird, und eine Kette aus sieben kleinen, etwa in Nord-Süd-Richtung ausgerichteten Kratern.
- Der Äquatorrücken entstand vermutlich durch die zunehmende Zentrifugalkraft, als der Asteroid durch den YORP-Effekt auseinandergetrieben wurde. Der nördliche Hügel könnte ein sehr großes Fragment der Trümmer sein, aus denen der Asteroid im Innern zusammengesetzt ist und der entweder bei der Entstehung des großen Kraters an die Oberfläche verlagert wurde oder später bei den Umformungen durch den YORP-Effekt zum Vorschein kam.

## Erforschung nach Rosetta
Eine Durchmusterung im Rahmen der Palomar Transient Factory (PTF) am Palomar-Observatorium in Kalifornien ab 2009 ergab in einer Untersuchung von 2015 eine Rotationsperiode des Asteroiden von 6,049 h. Aus thermischen Infrarot-Daten wurde außerdem ein Durchmesser von 5,3 ± 1,4 km abgeleitet.

## Topografie
Im Mai 2012 gab die Working Group for Planetary System Nomenclature (WGPSN) der IAU ein Benennungssystem für topografische Merkmale auf Šteins bekannt. Inspiriert von der Brilliant-artigen Form des Asteroiden tragen seine Krater die englischen Bezeichnungen von Schmucksteinen, wobei der größte Krater Diamond genannt wurde. Darüber hinaus wurde ein Gebiet auf dem Asteroiden nach dessen Entdecker Chernykh Regio benannt.